# Trigonopterus allotopus
Trigonopterus allotopus – gatunek chrząszcza z rodziny ryjkowcowatych i podrodziny krytoryjków.
Gatunek ten opisany został po raz pierwszy w 2019 roku przez Alexandra Riedela na łamach „ZooKeys”. Współautorem publikacji jest Raden Pramesa Narakusumo. Jako miejsce typowe wskazano górę Batu Pasak na wyspie Sumbawa.
Chrząszcz o ciele długości 2,4–2,63 mm, ubarwionym czarno z rdzawymi czułkami, a czasem też z ciemnordzawymi odnóżami. Zarys ciała jest jajowaty, z wierzchu wypukły. Ryjek ma punktowany i lekko pomarszczony wierzch oraz szeregi włosowatych łusek w bruzdach grzbietowo-bocznych. Oczy złożone stykają się na przedzie, a od strony grzbietowej obrzeżone są rowkami. Przedplecze ma niemal gładką powierzchnię, punktowanie jego jest drobne i rzadkie, tylko nad biodrami grubsze. Pokrywy mają niewyraźnie rzędy, aczkolwiek na barkach rzędy od siódmego do dziewiątego zaznaczone są grubymi punktami. Powierzchnia pokryw jest niemal gładka. Odnóża mają uda zaopatrzone w wyraźne, niezmodyfikowane listewki przednio-brzuszne. Tylna para ud ma niezmodyfikowaną krawędź grzbietowo-tylną i łatę elementów strydulacyjnych przed wierzchołkiem. Genitalia samca cechują się prąciem o symetrycznym, zaopatrzonym w trójkątne przedłużenie szczytem, 2,8 raza dłuższą od prącia apodemą oraz wyposażonym w niewyraźną nabrzmiałość przewodem wytryskowym. Ryjkowiec ten spotykany był na wysokości 565–1305 m n.p.m.
Owad ten jest endemitem Indonezji. Znany jest z wyspy Sumbawa, wchodzącej w skład Małych Wysp Sundajskich, oraz z prowincji Celebes Południowo-Wschodni na Celebesie.